# 类缝甲螨科
类缝甲螨科（学名：Eniochthoniidae）为疥螨目的一个科。

## 下级分类
本科包括以下属：
- 下缝甲螨属 Hypochthoniella Berlese, 1910 ≡ 短缝甲螨属 Eniochthonius Grandjean, 1933